# Noi, Antonio
Noi, Antonio è un film documentario del 2019 diretto da Paolo Perlotti. Il documentario ripercorre la vita e la poetica del drammaturgo italiano Antonio Tarantino.

## Trama
Il film illustra l'intreccio di otto storie appartenenti ai libri di Tarantino, mentre lo stesso autore, coadiuvato da amici e professionisti del teatro, tra cui Marco Martinelli, Valter Malosti, Maria Paiato, illustra la poetica dietro ad ogni dramma. 

### Stabat Mater
Nel monologo Maria Croce, una donna di mezza età, attende l'arrivo del "suo Giovanni" ed intanto ripercorre la sua storia, imitando e deridendo altri personaggi, compreso lo stesso Giovanni (che non arriva) e la moglie di Giovanni.

### Passione Secondo Giovanni
La storia tra del rapporto tra il protagonista, Io-Lui, e Giovanni, diviene archetipo per riflettere della malattia mentale e di come, spesso, ci dimentichiamo di chi ne è affetto.

### Vespro della beata Vergine
In un dialogo straziante al telefono, un padre accompagna il figlio suicida nel suo ultimo viaggio verso l’oltretomba.

### Lustrini
Dialogo tra due clochard, Lustrini e Cavagna, impegnati ad accaparrarsi l’elemosina di un primario d’ospedale prima che questi parta per un mese di vacanza.

### La casa di Ramallah
Testo assurdo ed inquietante, narra il viaggio di una famiglia attraverso la Palestina martoriata. Il padre e la madre percorrono la strada con la figlia Myriam per raggiungere il luogo nel quale quest’ultima compirà il suo destino di kamikaze.

### Gramsci a Turi
Gli ultimi giorni di vita di Antonio Gramsci nel carcere di Turi, passati a meditare sulla forza dell’amore e sulla forza delle proprie convinzioni politiche.

### Stranieri
Un anziano, asserragliato in casa, combatte strenuamente un gruppo di stranieri che vuole entrare in casa.

### Cara Medea
Il mito di Medea rivisto in chiave contemporanea: protagonista del monologo è una donna che si vede costretta ad uccidere i suoi figli.

## Distribuzione
L'anteprima è avvenuta il 12 gennaio 2019 a Brescia, città del regista ben conosciuta dal drammaturgo, e successivamente viene proiettato - come anteprima - a Milano e al castello di Pantelleria.

## Curiosità
- Il film risulta essere l'ultimo impegno di Antonio Tarantino, deceduto il 21 aprile 2020.[4]